# Галле, Иоганн Готтфрид
Иоганн Готтфрид Га́лле (нем. Johann Gottfried Galle; 9 июня 1812, Радис — 10 июля 1910, Потсдам) — немецкий астроном.

## Биография
Окончил Берлинский университет, с 1835 начал работать помощником И. Ф. Энке в Берлинской обсерватории. С 1851 по 1897 был директором обсерватории и профессором университета Бреслау.
В 1872 г. впервые предложил определять параллакс Солнца по наблюдениям малых планет во время их противостояний. В этом же году при наблюдении малой планеты (25) Фокея вывел параллакс Солнца 8,87″.
В течение своей жизни он изучал кометы, и в 1894 (с помощью своего сына Андреаса Галле) он издал таблицу-обзор с элементами орбит 178 комет. Сам он обнаружил три кометы в течение короткого промежутка: с 2 декабря 1839 до 6 марта 1840. В 1872 г. установил тождественность метеорного потока Андромедид с распавшейся кометой Биелы. В 1843 г. обнаружил креповое (внутреннее) кольцо Сатурна.
23 сентября 1846 года получил письмо от У. Леверье с просьбой провести поиск заурановой планеты по предвычисленным им координатам. В тот же вечер Галле отыскал новую планету, получившую позже название Нептун.
В его честь названы кратер на Луне и кратер на Марсе, кольцо Нептуна и астероид № 2097 (Галле).

## Открытие Нептуна
Главное достижение научной карьеры Галле — открытие планеты Нептун по расчётам У. Леверье.
Докторская диссертация Галле, законченная в 1845, была сокращённым и критическим обсуждением наблюдений Урана Оле Рёмером в период с 20 октября до 23 октября 1706. Приблизительно в 1845 он послал копию диссертации Урбену Леверье, но получил ответ годом позже, 23 сентября 1846, в ответе Леверье попросил, чтобы он (Галле) посмотрел на определённую область неба, чтобы найти предсказанную новую планету, которая объяснит возмущения в движении Урана. В ту же самую ночь, после того, как Энке дал ему разрешение (сам Энке не поддерживал Галле), объект, соответствующий описанию, был найден, и за следующие два вечера было подтверждено, что он является новой планетой.

## Награды
Королевства Пруссия:
- Орден Красного орла 3-го класса с бантом (31 июля 1847)[3]
- Орден Короны 2-го класса (31 августа 1890)[4]; звезда к ордену (1902)
- Орден Красного орла 2-го класса с дубовыми листьями и цифрой «50» (18 марта 1895)[5]

Прочие:
- Орден Почётного легиона, кавалерский крест